# Issa Alekasir
Perspolis=14 (4)
Issa Alekasir (tiếng Ba Tư: عیسی آلکثیر) là một cầu thủ bóng đá người Iran, hiện tại thi đấu cho Sanaat Naft ở Persian Gulf Pro League.

## Sự nghiệp
Ale Kasir gia nhập Paykan sau khi thăng hạng với Esteghlal Ahvaz lên Azadegan League vào mùa hè năm 2012. Anh có một mùa giải tồi tệ với Paykan khi chỉ ra sân 12 lần mà không ghi bàn ở tất cả đấu trường. Vào mùa hè năm 2013 anh gia nhập Albadr Bandar Kong. Sau Albadr Bandar Kong xuống chơi tại Iran Football's 2nd Division năm 2014, anh gia nhập Aluminium Hormozgan. Sau khi tỏa sáng với câu lạc bộ mới, anh có lời mời từ Foolad & Naft Tehran ở giữa mùa giải, anh có giá 3 tỉ R (khoảng $80 000 USD) và đều bị cả hai câu lạc bộ của Pro League từ chối. Anh kết thúc mùa giải với 11 bàn và trở thành cầu thủ ghi nhiều bàn thắng nhất Azadegan League 2014–15.

### Naft Tehran
Ngày 28 tháng 6 năm 2015 anh gia nhập Naft Tehran cùng với bản hợp đồng 3 năm theo dạng cầu thủ tự do.

## Danh hiệu

### Câu lạc bộ
Esteghlal Ahvaz
- League 2: 2011–12

Naft Tehran
- Cúp Hazfi: 2016–17

### Cá nhân
- Vua phá lưới Azadegan League: 2014–15 (11 Bàn thắng)
- Vua phá lưới Cúp Hazfi: 2015–16 (4 Bàn thắng)